# Diatraea centrellus
Diatraea centrellus is een vlinder van de familie van de grasmotten (Crambidae). De wetenschappelijke naam van deze soort is voor het eerst voorgesteld als Chilo centrellus door Heinrich Benno Möschler in een publicatie uit 1883.
De soort komt voor in Grenada, Suriname en Brazilië.